# Silvio Ríos
Silvio Ríos (Artigas, 28 de octubre de 1947) es un médico, docente y político uruguayo.

## Biografía
Silvio Ríos nació en el departamento de Artigas el 28 de octubre de 1947. En 1959 culminó sus estudios primarios en la escuela pública del departamento. En 1965 culminó los estudios secundarios. Ingresó a la Facultad de Medicina de la Universidad de la República, en Montevideo. Se graduó en 1975 como médico. Durante su época estudiantil tuvo una fuerte actividad gremial, militando en la Asociación de Estudiantes de Medicina, y luego de graduado continuó vinculado a la actividad gremial como miembro del Sindicato Médico de Artigas, del cual fue Presidente en más de una ocasión.
En 1976 ingresa al Hospital de Artigas como médico honorario, donde se desempeña en las tareas de guardia, sala y policlínicas. 
Dos años más tarde, se convierte en socio fundador de GREMEDA, en donde ocupó varios cargos administrativos. Como docente en la Facultad de Medicina fue miembro del Claustro entre 1985 y 1994; Miembro del Consejo de la Facultad entre 1994 al 2001 en representación del Orden de Egresados por el SMU-FEMI. Entre el 2001 y el 2009 se desempeñó como Miembro del Claustro de la Facultad de Medicina, ocupando la presidencia del mismo durante el período. 
Dirigente de la Federación Médica del Interior, representante de FEMI en la Facultad de Medicina y Universidad de la República desde 1984 a la fecha.
En 2005 fue nombrado director del Hospital de Artigas.
Fue uno de los candidatos a Intendente de su departamento por el Frente Amplio para las elecciones de 2010.
En las elecciones celebradas del 26 de octubre de 2014 resultó elegido como diputado por el departamento de Artigas para la legislatura 2015-2020. El 17 de septiembre de 2019 confirma los acuerdos políticos necesarios para presentarse a las Elecciones Nacionales, con la intención de renovar su banca parlamentaria.